# Saint-Pal-de-Chalencon
Saint-Pal-de-Chalencon település Franciaországban, Haute-Loire megyében. Lakosainak száma 1019 fő (2022. január 1.). Saint-Pal-de-Chalencon Apinac, Merle-Leignec, Usson-en-Forez, Boisset és Saint-Julien-d’Ance községekkel határos.

## Népesség
A település népessége az elmúlt években az alábbi módon változott:
| Lakosok száma | 1206 | 1043 | 1029 | 1018 | 1030 | 1018 | 1016 | 1009 | 1004 | 1019 |
|               | 1968 | 1982 | 1990 | 2006 | 2013 | 2015 | 2017 | 2019 | 2020 | 2022 |